# Пінто (Чилі)
Пінто (ісп. Pinto) — селище в Чилі. Адміністративний центр однойменної комуни. Населення — 2787 осіб (2002). Селище і комуна входить до складу провінції Дигильїн і регіону Ньюбле.
Територія комуни — 1164 км². Чисельність населення - 10 595 мешканців (2007). Щільність населення - 9,1 чол./км².

## Розташування
Селище розташоване за 22 км на південний схід від адміністративного центру провінції міста Чильян.
Комуна межує:
- на півночі - з комуною Койуеко
- на сході — з провінцією Неукен (Аргентина)
- на півдні - з комуною Антуко
- на південному заході - з комунами Сан-Ігнасіо, Ель-Кармен, Юнгай
- на північному заході — з комуною Чильян